# Min Hyeon Sik
Dans ce nom coréen, le nom de famille, Min, précède le nom personnel.
Min Hyeon Sik, né le 21 octobre 1946 dans le Gyeongsang du Sud en Corée du Sud, est un architecte sud-coréen.

## Biographie
Min Hyeon Sik est né en 1946. Après avoir travaillé et étudié avec les architectes Kim Swoo Geun de Space Group et Yoon Seung Joong de Wondoshi Architect Group (duquel il deviendra associé à partir de 1980), il étudia l’architecture à l’Achitecural Association de Londres entre 1989 et 1990. En 1992 il ouvre sa propre agence d’architecture « H.Min Architect and Associates ». En 1997 il fut l’un des membres fondateurs du département Architecture de l’université nationale des arts de Corée (Korea National University of Arts) dans laquelle il enseigne jusqu’à aujourd’hui. 
Il fut reconnu par le grand public par son travail “Housing with Deep Space”", en 1992 dans le cadre de l’exposition commune du groupe de jeunes architectes coréens 4.3 :  « Echos of en Era ». Depuis cette époque il n’a cessé de proposer de nouveaux projet,  chacun portant une proposition conceptuelle, tells que « l’esthétique phénoménale », « Madang : l’espace spécifique indéterminé » , « Le paysage architectural », ou encore « Structurer le vide » et « l’éthique au-delà de l’esthétique ».
Prolongeant sa réflexion dans le champ de l’urbanisme, Min participa à plusieurs projets urbains, « Paju Landscape Script » pour la planification de la ville de Paju Book City au nord de Séoul,, et la phase esquisse du complexe culturel de la ville de Gwangju en Corée du Sud « Gwangju , the Capital City of Asian Culture ». Son travail et ses idées ont toujours été l’objet de débats et controverses et marquèrent un tournant majeur dans la réflexion urbaine et architecturale en Corée.
“Structurer le vide”, thème récurrent de son œuvre, tente de synthétiser l’architecture traditionnelle coréenne. Les propositions architecturales de Min Hyun Sik sont continuellement traversées par ce thème : une architecture de la vie quotidienne, profondément reliée au site dans laquelle elle s’inscrit. Cette idée a pour but de dépasser la conception classique de l’architecture comme simple objet. Conceptualisant les qualités géographiques du site, il crée un paysage architectural spécifique. Comme une alternative à l’architecture symbolique en vogue dans les années 1990 en Corée, son travail tente d’aborder l’architecture sous plusieurs dimensions simultanément et de considérer le bâtiment au-delà de son caractère objectif. Son œuvre ne concerne pas uniquement la recherche d’une identité pour l’architecture contemporaine coréenne mais développe aussi ces idées dans une perspective spéculatrice, ayant pour but de poser la base d’une théorie pour l’architecture de demain.
Présentées à travers des publications, des bâtiments, des expositions internationales (Biennale de Venise 1996, 2000, 2002, Paju Book City à Aedes West, Berlin en 2005,), mais aussi son enseignement en Corée ou à l’étranger (professeur invité à l’Université de Pennsylvanie en 2003,) ses idées montrent la possibilité d’attendre l’universel dans le champ architectural.

## Carrière[13],[14],[15]
- 2006 Membre Honoraire de l’AIA (American Institute of Architects) (Hon. FAIA)[16]
- 2002 ~ 2004 Doyen de la faculté des arts visuels de l'Université nationale des arts de Corée,
- 1997 ~ Professeur dans le département d'architecture de l'Université nationale des arts de Corée,
- 1997 ~ Conseiller de KIOHUN
- 1996 ~ 1997 Président de KIOHUN (Anciennement Architectural Research)
- 1992 ~ 1996 Président de Architectural Research
- 1980 ~ 1992 Agence d'architecture et d'urbanisme ‘ONE’
- 1974 ~ 1975 Architectural Group ‘JANG’
- 1972 ~ 1974 SPACE Group

## Principales réalisations[17]
- Entreprise Sindohrico[18]
  - 2004 ~ 2005 Complexe de Qingdao(Chine)[19]
  - 1999 Usine de Asan[20]
  - 1999 Siège et usine à Séoul
  - 1994 Bureaux
  - 1991 Logements pour les employés de Sindoricoh [21]

- Équipements scolaires
  - 2001 ~ 2009 Plan coordinateur de l’université de Daejeon, Munmugwan[22], Complexe Culture, Logements étudiants …
  - 1999 Lycée de Moontae 
  - 1998 Université nationale d'héritage culturel de Corée (homepage)
  - 1998 Conservatoire National de Musique traditionnelle de Corée[23].

- Bureaux[24]
  - 2005 Siège et Galerie d’exposition de la société R-
  - 2004 Hayyim Building, un complexe de bureaux
  - 2000 Succursale Sanggye de Juno Hair

- Logements
  - 2008 WALDHAUS JISAN
  - 2000 Housing with Deep Space
  - 1999 Plan d’une unité et design de Samsung Tower Palace
  - 1995 Résidence de Bongchun

- Projets religieux[25]
  - 2005 Église presbytérienne de Dongsoong
  - 1997 Église presbytérienne Sungyak
- Hôpitaux
  - 2006 Hôpital Gimcheon Silver
  - 1999 Hôpital Chrétien de Pohang

- Paju Book City[4],[5]
  - 2005 Bupmoonsa Editeurs
  - 2004 KD Media Paju Book City
  - 2004 Language and Creation Editeurs
  - 2004 BOOKXEN, Complexe de publication et de distribution
  - 2004 Paju Landscape Script of Paju Book City
  - 2004 Centre d’information de Paju Book City

- Divers
  - 2010 Isang Yun mémorial (homepage)
  - 2009 Korea Institute of Science and Technology (KAIST, Site de Jeolla du Nord)
  - 2007 Haenam Hwawon resort
  - 2005 Parc de la paix de Pyung Hoa Nuri et Youth Training center
  - 2005 Aménagement du site classé au patrimoine mondial de l’UNESCO Jongmyo  -(UNESCO Homepage)
  - 1995 Concours pour le musée national de Corée